# Manucher Ghorbanifar
Manucher Ghorbanifar (surnommé Gorba) est un trafiquant d'armes iranien connu pour son rôle comme un des principaux intermédiaires lors du scandale Iran-Contra (Irangate) sous la présidence de Ronald Reagan. Il est revenu sur la scène politique américaine lors de l'invasion de l'Irak en 2003 comme source de renseignement (ou d'intox ?) pour certains responsables du Pentagone militant pour renverser le régime irakien. 

## Iran-Contra
Les principaux contacts américains de Ghorbanifar dans les années 1980 n'étaient autre qu'Oliver North, qui a été le plus lourdement accusé lors de l'Irangate, et Michael Ledeen, qui se présente comme expert du terrorisme et du néo-fascisme (et qui a travaillé pour le SISMI italien lors des années de plomb). Michael Ledeen a lui-même servi comme intermédiaire entre Ghorbanifar et le conseiller à la sécurité nationale Robert McFarlane. Oliver North prétendit plus tard que Ghorbanifar lui avait donné l'idée de divertir les profits de la vente d'armes à l'Iran vers les Contras nicaraguayens.
Méfiante, la CIA dirigée par William Casey fit passer trois tests au détecteur de mensonge à Manucher Ghorbanifar, devant lesquels il faillit à chaque fois. En 1984, la CIA écrit une burn notice (avertissement passé à d'autres agences de renseignement) indiquant que Ghorbanifar n'était pas considéré comme source fiable. Un rapport du Congrès de 1987 sur l'affaire Iran-Contra cite la CIA avertissant que Ghorbanifar « doit être considéré comme un fabricateur d'information [intelligence fabricator] et une nuisance. »

## «Guerre contre le terrorisme»
Michael Ledeen organisa un rendez-vous de trois jours à Rome en décembre 2001 entre Ghorbanifar et les responsables de la DIA (agence de renseignement militaire) Larry Franklin et Harold Rhode. Deux officiers du SISMI italien étaient aussi présents. Outre son poste au think-tank de l'American Enterprise Institute (AEI), Michael Ledeen travaillait aussi, à l'époque des faits, comme consultant pour le sous-secrétaire de la Défense Douglas Feith, responsable du Bureau des affaires spéciales (Office of Special Plans). Le conseiller à la sécurité nationale en place, Stephen Hadley, autorisa ce rendez-vous, qui aurait concerné une offre secrète de responsables iraniens dissidents afin de communiquer des informations à propos de la dite « guerre contre le terrorisme » et de rapports présumés de Téhéran avec des « terroristes » en Afghanistan. 
De plus, des responsables du département de la Défense (DoD) auraient rencontré en juin 2002 Ghorbanifar et des responsables iraniens à Paris, sans l'autorisation de la Maison Blanche. Les articles de presse de l'été 2003 sur ce rendez-vous ont conduit à une enquête interne, ainsi qu'à une enquête ouverte par le Comité du Sénat américain sur l'intelligence (U.S. Senate Intelligence Committee). Le secrétaire à la Défense Donald Rumsfeld a décrit les rendez-vous en affirmant qu'« il n'y avait rien de substantiel ou ayant une valeur qui aurait nécessité de continuer. »  La presse affirma aussi que Ghorbanifar avait essayé de se faire payer en tant qu'intermédiaire.